# Albert Clemenceau
Albert Clemenceau (Nantes, 23 de fevereiro de 1861 – Sceaux, 23 de julho de 1955) foi um advogado e político francês. Georges Clemenceau era seu irmão. Juntamente com Fernand Labori, foi um dos defensores nos julgamentos ligados ao caso Dreyfus.